# 음력 2월 26일
음력 2월 26일은 음력 2월의 26번째 날이다.

## 사건
- 2015년 - 일본 히로시마현 히로시마 공항에서 아시아나항공 A320 여객기가 착륙하는 도중에 활주로 이탈 사고가 발생하였다.

## 문화
- 1998년 - 대한민국의 최장수 아이돌 그룹 신화가 데뷔했다.
- 2000년 - 프로 야구팀 SK 와이번스 창단.
- 2011년 - 부산 도시철도 4호선이 개통되었다.
- 2014년 - 김한길과 안철수의 야권 통합으로 새정치민주연합이 창당되면서 60여년을 이어온 민주당은 역사 속으로 사라졌다.

## 탄생
- 1959년 - 대한민국의 배우 안승훈.
- 1963년 - 전 인천광역시장 송영길.
- 1986년 - 대한민국의 배우 전소민.
- 1987년 - 대한민국의 야구 선수 류현진.
- 1989년 - 대한민국의 스피드 스케이팅 선수 조수훈.
- 1992년 - 대한민국의 배우 조우리.

## 사망
- 1801년 - 
  - 조선의 천주교 순교자 이승훈.
  - 조선 후기의 학자, 천주교 순교자 정약종. (1760년~)
  - 조선 후기의 학자, 천주교 순교자 이가환. (1742년~)

## 같이 보기
- 음력 360일: 1월 2월 3월 4월 5월 6월 7월 8월 9월 10월 11월 12월
- 전날:2월 25일 다음날:2월 27일 - 전달:1월 26일 다음달:3월 26일
- 양력:2월 26일
- 음력, 윤달